# Zatoka serc
Zatoka serc (również Nie ma jak w domu, ang. Home and Away) – australijska opera mydlana, emitowana w telewizji Seven Network od 17 stycznia 1988. Jest drugą po Sąsiadach najdłuższą operą mydlaną w Australii. Serial zdobył ponad 30 nagród Logie.

## Fabuła
Serial rozpoczyna się gdy Tom Fletcher (Roger Oakley) i jego żona Pippa Fletcher (Vanessa Downing), dowiadują się, że nie mogą mieć dzieci, dlatego wraz ze swymi wychowankami: Frankiem Morganem (Alex Papps), Carly Morris (Sharyn Hodgson), Stevenem Mathesonem (Adam Willits), Lynn Davenport (Helena Bozich) i Sally Fletcher (Kate Ritchie) przenoszą się do Summer Bay. Tutaj zaprzyjaźniają się z mieszkańcami m.in. z Floss McPhee (Sheila Kennelly) i Alfem Stewart (Ray Meagher) i Ailsą Stewart (Judy Nunn).
Z czasem w miasteczku zamieszkali nowi ludzie, inni natomiast odeszli. Każdy z nich musi jednak stawić czoła wielu problemom takim jak kłótnia, zdrada i romans czy choroba.

## Emisja w Polsce
Serial w Polsce był emitowany pod tytułem Nie ma jak w domu w latach 1996–1999 w stacjach TVP1 i Nasza TV, a także pod tytułem Zatoka serc w latach 2011–2013 w stacji Viacom Blink!.
- TVP1 zakupiła partię 158 odcinków, z której pierwsze 42 odcinki emitowano od poniedziałku do piątku od 24 lipca 1996 do 20 września 1996, a pozostałe pokazywane były raz w tygodniu we wtorki po dwa odcinki od 24 września 1996 do 25 listopada 1997.
- Nasza TV zakupiła 120 odcinków, które były emitowane od poniedziałku do piątku od 14 września 1998 do 5 marca 1999.
- Viacom Blink! emitowała serial od 21 lipca 2011. Emisja odbywała się od poniedziałku do piątku po dwa odcinki. Pokazano odcinki z lat 2005–2006 (numery od 3871 do 4275), które następnie były wielokrotnie powtarzane (emisję zakończono 30 listopada 2013).

## Obsada
| Aktor              | Postać               | Lata występowania                   |
| ------------------ | -------------------- | ----------------------------------- |
| Ray Meagher        | Alf Stewart          | od 1988                             |
| Georgie Parker     | Roo Stewart          | 1988–1989, od 2010                  |
| Emily Symons       | Marilyn Chambers     | 1989–1992, 1995–1999, 2001, od 2010 |
| Lynne McGranger    | Irene Roberts        | od 1991                             |
| Ada Nicodemou      | Leah Patterson-Baker | od 2000                             |
| Shane Withington   | John Palmer          | od 2009                             |
| James Stewart      | Justin Morgan        | od 2016                             |
| Sophie Dillman     | Ziggy Astoni         | 2017–2023, od 2025                  |
| Patrick O’Connor   | Dean Thompson        | 2018–2023, od 2025                  |
| Emily Weir         | Mackenzie Booth      | od 2019                             |
| Kawakawa Fox-Reo   | Nikau Parata         | od 2020                             |
| Ethan Browne       | Tane Parata          | od 2020                             |
| Nicholas Cartwrigt | Cash Newman          | od 2021                             |
| Jacqui Purvis      | Felicity Newman      | od 2021                             |
| Matt Evans         | Theo Poulus          | od 2021                             |
| Luke Van Os        | Xander Delaney       | od 2022                             |
| Kirsty Mariller    | Rose Delaney         | od 2022                             |
| Angelina Thompson  | Kirby Aramoana       | od 2022                             |
| Adam Rowland       | Remi Carter          | od 2022                             |
| Stephanie Panozzo  | Eden Fowler          | od 2022                             |
| Juliet Godwin      | Bree Cameron         | od 2022                             |
| Kyle Shilling      | Mali Hudson          | od 2023                             |
| Jessica Redmayne   | Harper Matheson      | od 2023                             |
| Ally Harris        | Dana Matheson        | od 2023                             |
| Tristan Gorey      | Levi Fowler          | od 2023                             |
| Dion Williams      | Iluka Hudson         | od 2024                             |
| Rachael Carpani    | Claudia Salini       | od 2024                             |
| Hailey Pinto       | Abigail Fowler       | od 2024                             |
| Ryan Bown          | Sonny Baldwin        | od 2025                             |

W rolach epizodycznych pojawili się m.in.: Naomi Watts, Heath Ledger, Guy Pearce, Nathan Page.